# Distrito de Ixtlán
El distrito de Ixtlán es uno de los 30 distritos que conforman al estado mexicano de Oaxaca y uno de los tres en que se divide la región Sierra de Juárez. Se conforma de 154 localidades repartidas en 26 municipios.

## Municipios
| Código INEGI | Municipio                   | Cabecera                    |
| ------------ | --------------------------- | --------------------------- |
| 001          | Abejones                    | Abejones                    |
| 035          | Guelatao de Juárez          | Guelatao de Juárez          |
| 042          | Ixtlán de Juárez            | Ixtlán de Juárez            |
| 062          | Natividad                   | Natividad                   |
| 173          | San Juan Atepec             | San Juan Atepec             |
| 191          | San Juan Chicomezúchil      | San Juan Chicomezúchil      |
| 196          | San Juan Evangelista Analco | San Juan Evangelista Analco |
| 214          | San Juan Quiotepec          | San Juan Quiotepec          |
| 247          | Capulálpam de Méndez        | Capulálpam de Méndez        |
| 260          | San Miguel Aloápam          | San Miguel Aloápam          |
| 262          | San Miguel Amatlán          | San Miguel Amatlán          |
| 267          | San Miguel del Río          | San Miguel del Río          |
| 288          | San Miguel Yotao            | San Miguel Yotao            |
| 296          | San Pablo Macuiltianguis    | San Pablo Macuiltianguis    |
| 335          | San Pedro Yaneri            | San Pedro Yaneri            |
| 336          | San Pedro Yólox             | San Pedro Yólox             |
| 359          | Santa Ana Yareni            | Santa Ana Yareni            |
| 363          | Santa Catarina Ixtepeji     | Santa Catarina Ixtepeji     |
| 365          | Santa Catarina Lachatao     | Santa Catarina Lachatao     |
| 419          | Santa María Jaltianguis     | Santa María Jaltianguis     |
| 443          | Santa María Yavesía         | Santa María Yavesía         |
| 458          | Santiago Comaltepec         | Santiago Comaltepec         |
| 473          | Santiago Laxopa             | Santiago Laxopa             |
| 496          | Santiago Xiacuí             | Santiago Xiacuí             |
| 504          | Nuevo Zoquiápam             | Nuevo Zoquiápam             |
| 544          | Teococuilco de Marcos Pérez | Teococuilco de Marcos Pérez |

## Demografía
En el distrito habitan 37 753 personas, que representan el 0.99% de la población del estado. De ellos 21 243 dominan alguna lengua indígena.